# Litani (Liban)
Litani (arab. ‏نهر الليطاني‎; translit. Nahr al-Līţānī; nazwa klasyczna: Leontes) – rzeka położona w południowej części Libanu o długości 140 km. Swe źródła ma na zachód od Baalbeku w Dolinie Bekaa. Uchodzi do Morza Śródziemnego na północ od Tyru. Jest najdłuższą rzeką, która ma swój początek i w całości przepływa przez Liban.
W 1962 spiętrzono wody rzeki, tworząc sztuczny zbiornik al-Karaun o powierzchni 65 km². Zgromadzone zapasy wody pozwalają na nawodnienie około 30 tysięcy hektarów ziemi uprawnej.

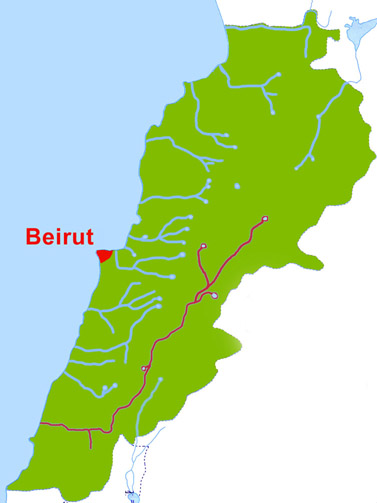
Litani na mapie Libanu

Od swych źródeł rzeka przepływa w kierunku południowo-zachodnim równolegle do granicy syryjskiej. W pobliżu granicy ze Wzgórzami Golan i izraelskim Dystryktem Północnym, rzeka zmienia nagle swój kierunek na zachodni. W tym miejscu przepływa ona 5 km od rzeki Hasbani i 4 km od granicy z Izraelem.